# Liste der Monuments historiques in Arbon (Haute-Garonne)
Die Liste der Monuments historiques in Arbon (Haute-Garonne) führt die Monuments historiques in der französischen Gemeinde Arbon auf.

## Liste der Objekte
| Bezeichnung              | Beschreibung                                | Standort                | Kennzeichnung | Schutzstatus | Datum | Bild |
| ------------------------ | ------------------------------------------- | ----------------------- | ------------- | ------------ | ----- | ---- |
| Podest für die Monstranz | Holz, vergoldet, Mitte des 19. Jahrhunderts | in der Kirche St-Michel | PM31002335    | Inscrit      | 2009  |      |
| Vase für den Altar       | 19. Jahrhundert, Keramik                    | in der Kirche St-Michel | PM31002336    | Inscrit      | 2009  |      |